# باتريك كولار
باتريك كولار هو لاعب كرة قدم تشيكي في مركز حراسة المرمى، ولد في 30 أكتوبر 1981 في تشيكوسلوفاكيا. شارك مع منتخب جمهورية التشيك تحت 21 سنة لكرة القدم. أما مع النوادي، فقد لعب مع نادي تيبليتسه.

## وصلات خارجية
- باتريك كولار على موقع الاتحاد التشيكي (الإنجليزية)
- باتريك كولار على موقع قاعدة بيانات كرة القدم.إي يو (الإنجليزية)
- باتريك كولار على موقع Soccerway.com (الإنجليزية)